# Голубой алмаз Тавернье
Голубой алмаз Тавернье — легендарный драгоценный камень, предположительно привезённый из Индии Жаном-Батистом Тавернье. Он остается самым большим голубым алмазом, когда-либо обнаруженным, даже после открытия месторождений Африки, Сибири, Австралии, Бразилии и Канады.
Считается, что в результате обработки этого камня был получен алмаз Хоупа и ещё ряд более мелких камней.

## История
Это был алмаз типа IIb, сформировавшийся в условиях сверхвысоких давлений и температур. Алмазы типа IIb составляют около 0,1 % всех природных алмазов, что делает их одними из самых редких природных алмазов и очень ценными.
По-видимому, он был добыт в Коллурских копях. Путешественник и коммерсант Жан-Батист Тавернье приобрёл его в 1650 году при неизвестных обстоятельствах где-то вблизи от Голконды. Тавернье вывез этот камень вместе с большим количеством (около тысячи) других красивых бриллиантов (в том числе — двух голубых). Считалось, что эти камни приобретались дешевле за счёт своего цвета: правящая мусульманская династия предпочитала камни исламских цветов, то есть красные, зелёные и белые, а синие считала не стоящими внимания.
Камень был продан Людовику XIV в 1669 году за 220 000 ливров. Историк Ричард Уайз утверждает, что реальная цена камня составляла 770 000 ливров и что Тавернье уступил его за 220 000 в обмен на дворянский титул, приобретённый у генерального контролёра финансов Жана-Батиста Кольбера (цена титула составляла около 500 000).
Камень сначала был выставлен в Сен-Жерменском дворце. В 1671 году король решил, что камень будет выглядеть эффектнее, если его огранить. Огранка была поручена ювелиру Жану Питтану (Jean Pittan), который разделил камень на части. Он потратил несколько лет на разработку формы основного камня в 69 каратов, которому были приданы 72 грани. В таком виде он был известен как «голубой француз».

## Характеристики камня
Алмаз был грубо обработанным (отшлифованным по естественным направлениям кристаллизации) камнем, вес которого сейчас оценивают в 115,16 современных метрических каратов, без дефектов и изъянов. Тавернье описывал его цвета как «фиолетовый», что в те времена было синонимом тёмно-синего цвета.

## Дальнейшая судьба частей камня

### «Голубой француз»
При Людовике XV этот камень украшал королевскую подвеску с орденом Золотого руна.
В 1783 году «Голубой француз» появляется в реестре драгоценностей Короны. В нём упоминается об «очень большом голубом бриллианте, в форме сердца, весом 67 и 1/8 карата». Камень оценивался в 1 000 000 ливров.
Подвеска вместе с бриллиантом были украдены между 11 и 16 сентября 1792 года во время революционных беспорядков. Когда король и его семья были посажены под домашний арест, в королевскую сокровищницу проникли воры. Подавляющее большинство драгоценностей короны также были украдены (9000 драгоценных камней ценой в семь тонн золота, ювелирные изделия, изделия из серебра и драгоценных камней и т. п.)
Далее см. Алмаз Хоупа.

### Алмаз императрицы Марии Фёдоровны
По легенде, один из меньших камней, оставшихся после распила алмаза Тавернье, синий камень в 7,6 карата, был вставлен в кольцо императрицы Марии Федоровны, второй супруги русского императора Павла I. Он был передан Государственному алмазному фонду в 1860 году императрицей Александрой Фёдоровной.